# 이치노미야정 (군마현)
이치노미야정(일본어: 一ノ宮町)은 군마현 간라군에 설치되었던 정이다.